# Kongregace Milosrdných sester III. řádu sv. Františka pod ochranou Svaté Rodiny v Brně
Kongregace Milosrdných sester III. řádu sv. Františka pod ochranou Svaté Rodiny je římskokatolická ženská kongregace zaměřená na službu nemocným.

## Historie
Brněnský biskup dr. František Saleský Bauer se s úmyslem založit kongregaci sester ošetřovatelek, které by v případě války sloužily ve vojenských lazaretech, obrátil r. 1886 na pražskou kongregaci Šedých sester. Ta vyhověla jeho žádosti a vyslala jako základ nové řeholní komunity tři sestry pod vedením Bernardiny Hoškové. Členky kongregace se od počátku věnovaly péči o nemocné v nemocnicích i v domácnostech, za první světové války ošetřovaly raněné ve vojenských lazaretech i polních nemocnicích.
Kongregace nepřetržitě působila i v době komunistické totality, kdy sestry nesměly sloužit v nemocnicích a od r. 1958 ani sídlit v Brně. Pracovaly v domovech důchodců a v ústavech pro mentálně postižené. Po Sametové revoluci byl postupně obnoven brněnský mateřinec a sestry se do něj vrátily.
K roku 2006 šlo o jednu z nejpočetnějších řeholních kongregací v republice.

## Místa působení
- kostel svaté Rodiny a mateřský klášter kongregace v Brně, Grohova
- Domov sv. Anežky ve Velkém Újezdě - domov pro seniory
- Domov sv. Alžběty v Žernůvce - domov pro seniory
- Domov sv. Zdislavy v Předbořicích - mateřská škola
- Církevní střední zdravotnická škola Grohova s.r.o. (Brno)
- Církevní domov mládeže Svaté Rodiny a Školní jídelna s.r.o. - dívčí internát v Brně